# Hans Richter (attore)
Hans Richter (Nowawes, 12 gennaio 1919 – Heppenheim, 5 ottobre 2008) è stato un attore e regista tedesco.
La sua carriera di attore è durata oltre cinquant'anni: il suo esordio risale al 1931 come attore bambino e, fino al 1984, tra televisione e cinema, ha girato quasi 150 film. Saltuariamente, è stato anche regista.

## Biografia
Figlio di musicisti (suo padre era un cantante, sua madre un primo violino), Hans Richter nacque a Nowawes, un villaggio alle porte di Potsdam che era stato fondato da Federico il Grande.
Il piccolo Hans iniziò dodicenne la sua carriera di attore in un film di Gerhard Lamprecht, La terribile armata (1931). Circa 2.500 bambini tedeschi concorrono per una parte nel film, basato sul popolarissimo omonimo romanzo pubblicato da Erich Kästner nel 1929. Richter viene scelto assieme a Rolf Wenkhaus, Inge Landgut, Hans Joachim Schaufuß, Hans Löhr e Martin Rickelt.
Impiegato nel ruolo di un ragazzino sveglio e impertinente, Richter ebbe tanto successo che diventò da un giorno all'altro il più popolare attore bambino del cinema tedesco. Negli anni trenta girò quasi sessanta film, continuando a lavorare come giovane attore anche durante la guerra.
Nel 1943, aveva 24 anni. Dopo le scuole superiori, aveva studiato recitazione con Albert Florath, ma, nel 1944, fu arruolato nell'esercito. Mandato in guerra, venne fatto prigioniero. Altri componenti del cast di La terribile armata non furono altrettanto fortunati; ben tre di loro (Rolf Wenkhaus, Hans Joachim Schaufuß e Hans Löhr) morirono in combattimento.
A guerra finita, Richter lavorò a Monaco come cabarettista prima di trasferirsi ad Amburgo. Ritornò a lavorare per il cinema nel 1948 con Arlberg-Express, un film austriaco diretto da Eduard von Borsody. Negli anni cinquanta, cominciò anche la sua carriera di attore televisivo che continuò fino agli anni ottanta. Uno dei suoi ultimi ruoli cinematografici fu, nel 1975, quello del governatore militare di Parigi ne L'affare della Sezione Speciale di Costa-Gavras, film vincitore del premio per la miglior regia al 28º Festival di Cannes.
Richter ebbe anche un'intensa carriera in teatro come interprete di opere di Shakespeare, Molière e Brecht. Fu fondatore e promotore per molti anni anche di un festival estivo di teatro a Heppenheim, vicino a Heidelberg.
Hans Richter morì il 5 ottobre 2008 a Heppenheim a 89 anni d'età.

## Filmografia

### Attore

#### 1931
- La terribile armata (Emil und die Detektive), regia di Gerhard Lamprecht (1931)
- Die Nacht ohne Pause, regia di Andrew Marton e Franz Wenzler (1931)

#### 1932
- Nell'azzurro del cielo (Das Blaue vom Himmel), regia di Victor Janson (1932)

#### 1933
- Segreto ardente (Brennendes Geheimnis), regia di Robert Siodmak (1933)
- Hände aus dem Dunkel, regia di Erich Waschneck (1933)
- Die Fahrt ins Grüne, regia di Max Obal (1933)
- Bambola di carne (Liebe muss verstanden sein), regia di Hans Steinhoff (1933)
- S.O.S. iceberg (S.O.S. Eisberg), regia di Arnold Fanck (1933)
- Hitlerjunge Quex: Ein Film vom Opfergeist der deutschen Jugend, regia di Hans Steinhoff (1933)
- Drei blaue Jungs, ein blondes Mädel, regia di Carl Boese (1933)
- Der Page vom Dalmasse-Hotel, regia di Victor Janson (1933)
- Keine Angst vor Liebe, regia di Hans Steinhoff (1933)
- Seine erste Liebe, regia di H.W. Becker (1933)

#### 1934
- Csibi, der Fratz, regia di Max Neufeld e Richard Eichberg (1934)
- Der schwarze Walfisch
- Abenteuer im Südexpress
- Das Blumenmädchen vom Grand-Hotel
- Parata di primavera (Frühjahrsparade), regia di Géza von Bolváry (1934)
- Un'avventura in Polonia (Abenteuer eines jungen Herrn in Polen), regia di Gustav Fröhlich (1934)
- Tre donne sono troppe (Die englische Heirat), regia di Reinhold Schünzel (1934)
- Peter, regia di Hermann Kösterlitz (Henry Koster) (1934)

#### 1935
- Peter, Paul und Nanette, regia di Erich Engels (1935)
- Wenn ein Mädel Hochzeit macht, regia di Carl Boese (1935)
- Frischer Wind aus Kanada, regia di Erich Holder, Heinz Kenter (1935)
- Knock out come divenni campione, regia di Carl Lamac, Hans H. Zerlett (1935)
- Großreinemachen, regia di Carl Lamac (1935)
- Ein ganzer Kerl, regia di Carl Boese (1935)
- Pygmalion, regia di Erich Engel (1935)
- Ein Walzer um den Stephansturm, regia di J.A. Hübler-Kahla (1935)
- Tigre reale (Königstiger), regia di Rolf Randolf (1935)

#### 1936
- I vinti (Traumulus), regia di Carl Froelich (1936)
- Soldaten - Kameraden, regia di Toni Huppertz (1936)
- Hilde Petersen postlagernd, regia di Victor Janson (1936)
- Der verkannte Lebemann, regia di Carl Boese (1936)
- Inkognito, regia di Richard Schneider-Edenkoben (1936)
- L'albergo degli equivoci (Schabernack), regia di E.W. Emo (1936)
- Onkel Bräsig, regia di Erich Waschneck (1936)
- Das Frauenparadies , regia di Arthur Maria Rabenalt (1936)
- Irene (Das Mädchen Irene), regia di Reinhold Schünzel (1936)
- Das Veilchen vom Potsdamer Platz, regia di J.A. Hübler-Kahla (1936)
- Il concerto di corte (Das Hofkonzert), regia di Detlef Sierck (Douglas Sirk) (1936)
- Der lustige Witwenball, regia di Alwin Elling (1936)

#### 1937
- Eine Nacht mit Hindernissen
- Vor Liebe wird gewarnt
- Sherlock Holmes (Der Mann, der Sherlock Holmes war), regia di Karl Hartl (1937)
- Fremdenheim Filoda
- Ein Volksfeind, regia di Hans Steinhoff (1937)

#### 1938
- Das große Abenteuer, regia di Johannes Meyer (1938)
- Ordine sigillato (Mit versiegelter Order), regia di Karl Anton (1938)
- Gewitter im Mai, regia di Hans Deppe (1938)
- Die Nacht der Entscheidung
- Altes Herz geht auf die Reise

#### 1939
- Der letzte Appell, regia di Max W. Kimmich (1939)
- Drei wunderschöne Tage , regia di Fritz Kirchhoff (1939)
- Silvesternacht am Alexanderplatz, regia di Richard Schneider-Edenkoben (1939)
- Un caso disperato (Ein hoffnungsloser Fall), regia di Erich Engel (1939)
- Das Schwert des Damokles, regia di Jürgen von Alten (1939)
- In letzter Minute, regia di Fritz Kirchhoff (1939)

#### 1940
- La volpe insanguinata (Der Fuchs von Glenarvon), regia di Max W. Kimmich (1940)
- Per tutta una vita (Ein Leben lang), regia di Gustav Ucicky (1940)
- Un cuore '900  (Herz - modern möbliert), regia di Theo Lingen (1940)
- La signorina professoressa (Unser Fräulein Doktor ), regia di Erich Engel (1940)

#### 1942
- Der 5. Juni, regia di Fritz Kirchhoff (1942)

#### 1943
- Der kleine Grenzverkehr, regia di Hans Deppe (1943)
- Die Jungfern vom Bischofsberg, regia di Peter Paul Brauer (1943)
- Die Gattin, regia di Georg Jacoby (1943)

#### 1944
- Die Feuerzangenbowle, regia di Helmut Weiss (1944)
- Junge Herzen, regia di Boleslaw Barlog (1944)

#### 1948
- Arlberg-Express, regia di Eduard von Borsody (1948)
- Der Herr vom andern Stern, regia di Heinz Hilpert (1948)
- Blockierte Signale, regia di Johannes Meyer (1948)

#### 1949
- Die letzte Nacht
- Diese Nacht vergess ich nie, regia di Johannes Meyer (1949)
- Nichts als Zufälle, regia di E.W. Emo (1949)
- Artistenblut, regia di Wolfgang Wehrum (1949)
- Doktor Rosin, regia di Arthur De Glahs (1949)
- Genoveffa la racchia  (Kätchen für alles), regia di Ákos Ráthonyi (1949)
- Um eine Nasenlänge, regia di E.W. Emo (1949)

#### 1950
- Absender unbekannt, regia di Ákos Ráthonyi (1950)
- Export in Blond, regia di Eugen York (1950)
- Schwarzwaldmädel, regia di Hans Deppe (1950)
- Auf der Alm, da gibt's ka Sünd', regia di Franz Antel (1950)

#### 1951
- Schön muß man sein, regia di Ákos Ráthonyi (1951)
- Stips, regia di Carl Froelich (1951)
- Durch dick und dünn
- Johannes und die 13 Schönheitsköniginnen, regia di Alfred Stöger (1951)
- Tanz ins Glück
- Grün ist die Heide, regia di Hans Deppe (1951)
- In München steht ein Hofbräuhaus, regia di Siegfried Breuer (1951)

#### 1952
- Saison in Salzburg
- Knall und Fall als Hochstapler, regia di Ulrich Bettac, Hubert Marischka (1952)
- 1 aprile 2000 (1. April 2000), regia di Wolfgang Liebeneiner (1952)
- Am Brunnen vor dem Tore, regia di Hans Wolff
- Cuba Cabana, regia di Fritz Peter Buch (1952)

#### 1953
- Die Rose von Stambul, regia di Karl Anton (1953)
- Knall und Fall als Detektive, regia di Hans Heinrich (1953)
- Rote Rosen, rote Lippen, roter Wein, regia di Paul Martin (1953)
- Der Vetter aus Dingsda
- Knallbonbons, regia di Hanns Farenburg  - film tv (1953)

#### 1954
- Kein Abend ohne Eiermann, regia di Peter A. Horn - film tv (1954)
- Künstlerpech, regia di Michael Kehlmann - film tv (1954)
- Mädchen mit Zukunft , regia di Thomas Engel (1954)
- Clivia, regia di Karl Anton (1954)
- König der Manege , regia di Ernst Marischka (1954)
- Der Zarewitsch, regia di Arthur Maria Rabenalt (1954)

#### 1955
- Die spanische Fliege, regia di Carl Boese (1955)
- Scalo a Orly, regia di Jean Dréville (1955)
- Die Heiratsvermittlerin  - film tv
- Liebe ist ja nur ein Märchen, regia di Arthur Maria Rabenalt (1955)

#### 1956
- Wilhelm Tell, regia di Alfred Stöger, Josef Gielen (1956)
- Schwarzwaldmelodie, regia di Géza von Bolváry (1956)
- Holiday am Wörthersee, regia di Hans Schott-Schöbinger (1956)
- Das Donkosakenlied, regia di Géza von Bolváry (1956)

#### 1957
- Frauen sind für die Liebe da, regia di Hans H. König (1957)
- Zwei Herzen voller Seligkeit, regia di J.A. Holman (come J.A. Holmann) (1957)
- Das Herz von St. Pauli, regia di Eugen York

#### 1958
- Wenn die Bombe platzt, regia di E.W. Emo (1958)
- Der Maulkorb, regia di Wolfgang Staudte (1958)

#### 1959
- L'uomo ucciso due volte (Der Blaue Nachtfalter), regia di Wolfgang Schleif (1959)
- Traumrevue, regia di Eduard von Borsody (1959)

#### 1960
- Wenn die Heide blüht. regia di Hans Deppe (1960)
- Die junge Sünderin, regia di Rudolf Jugert (1960)
- La ballata dei fantasmi (Das Spukschloß im Spessart), regia di Kurt Hoffmann (1950)

#### 1961
- Ach Egon! , regia di Wolfgang Schleif (1961)
- Davon träumen alle Mädchen, regia di Thomas Engel (1961)
- Accadde sotto il letto (Geliebte Hochstaplerin), regia di Ákos Ráthonyi (1961)

#### 1962
- Drei Liebesbriefe aus Tirol
- Tanze mit mir in den Morgen
- Sein bester Freund, regia di Luis Trenker (1962)
- Der tolle Tag

#### 1963
- Sing, aber spiel nicht mit mir , regia di Kurt Nachmann (1963)
- Unsere tollen Nichten, regia di Rolf Olsen (1963)
- Il cobra nero (Die schwarze Kobra)
- Zahlen-Code N episodio della serie tv Das Kriminalmuseum, regia di Jürgen Goslar (1963)

#### 1967
- Herrliche Zeiten im Spessart, regia di Kurt Hoffmann (1967)

#### 1969
- Taxi für Herrn Skarwannek, regia di Hans-Christof Stenzel - film tv (1969)

#### 1970
- Auktion bei Gwendoline, regia di Georg Wildhagen - film tv (1970)
- Friede den Hütten! Krieg den Palästen!, regia di Gerhard Klingenberg - film tv (1970)
- Die Feuerzangenbowle, regia di Helmut Käutner (1970)

#### 1971
- Der Apotheker  - film tv

#### 1973
- Ein junger Mann aus dem Innviertel - Adolf Hitler, regia di Axel Corti - film tv (1973)

#### 1975
- Streng geheim  - film tv
- L'affare della Sezione Speciale (Section spéciale), regia di Costa-Gavras (1975)

#### 1976
- Karl, der Gerechte - serie tv
- Recherchen über einen Doppelmord, episodio della serie tv Ein Fall für Stein, regia di Herbert Ballmann (1976)

#### 1979
- Neues vom Räuber Hotzenplotz

#### Anni ottanta
- Bekenntnisse des Hochstaplers Felix Krull  - serie tv (1982)
- Die Murmel, regia di Bruno Voges - film tv (1982)
- Mensch, Berni, regia di Joachim Hess - film tv (1983)
- Deutschland-Tournee, regia di Berengar Pfahl - film tv (1984)